# Дунавски велосипеден път
Дунавският велосипеден път (на немски: Donauradweg, Донаурадвег) e велосипеден път, който започва от извора на Дунав и води до неговото вливане в Черно море.

## Маршрут
Минава през държавите Германия, Австрия, Словакия, Унгария, Хърватия, Сърбия, България и Румъния. Дунавският велосипеден път минава през голямата си част от двете страни на Дунав, понякога само от едната страна, така че по време на пътуването трябва често да се пресича реката.
Следва древния римски път по дължината на Дунавския лимес, който е свързвал станциите и крепостите до Дунавската делта. Бил е известен като Дунавски път или Виа Иструм..

## България
Границата между България и Румъния по Дунав е около 500 километра. Запланувано е да се построи дунавски велосипеден път в двете съседни страни.
През лятото на 2010 г. се започва с поставянето на табели на Дунавския веломаршрут при сръбско-българската граница при Видин. От Видин трябва да мине през Русе и да стигне до Силистра, от където Дунав тече изцяло на румънска територия. Свършването на маркировъчните работи е предвидено за пролетта 2012 г.

## Галерия
- Донауешинген
- Обернцел
- Дунавският извор в Донауешинген